# Pila idraulica
La pila idraulica a magli multipli è un macchinario realizzato sfruttando l'energia idrica fornita da corsi d'acqua
È costituita da: 

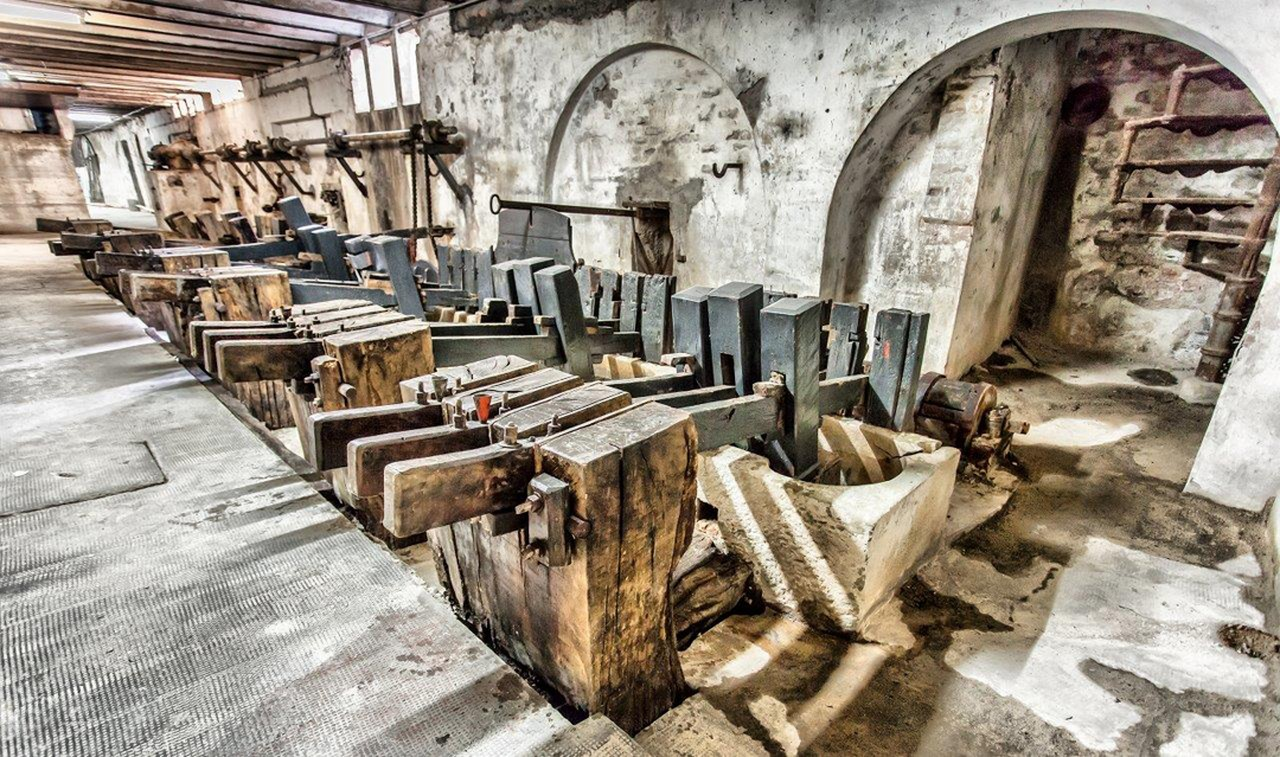
Macchinario nella sede centrale delle Cartiere Miliani Fabriano realizzato sfruttando l'energia idrica fornita dal fiume Giano, per l'operazione di disgregazione degli stracci per la preparazione della pasta da carta per la produzione a mano dei fogli. La pila idraulica a magli multipli è una delle più antiche innovazioni fabrianesi nella fabbricazione della carta, che ne elevano notevolmente il livello qualitativo.

- un tronco squadrato (solitamente di quercia) in cui sono ricavate 3-6 vasche di contenimento;
- una ruota idraulica a palette azionata dal basso;
- albero a "palmole" o "denti" connesso alla ruota come meccanismo meccanico;
- magli o "mazzi" o "pestelli" tronconi lignei di circa 1m dalla sezione quadrata dai lati di circa 15 cm, dotati di chiodi sulla testata, che servono a pestare gli stracci.

La base delle vasche è rivestita da una placca in ferro o bronzo. 
La ruota idraulica avvia il movimento rotatorio dell'albero con conseguente innalzamento ed abbassamento continuo dei magli, che lacerando e sfibrando progressivamente il tessuto fanno sì che si crei la pasta da lavorare in seguito.
Inizialmente veniva applicata nelle gualchiere alla follatura dei panni di lana, ma la sua grande diffusione fu dovuta all'impiego che se ne fece dalla fine del XIII secolo a Fabriano nella manifattura della carta, della quale divenne una delle tre innovazioni (le altre furono la collatura con gelatina animale e l'invenzione del segno, che successivamente evolse nella filigrana). 
Può essere ritenuta la prima meccanizzazione nella storia della carta, con conseguente risparmio di costi e tempo